# Clodio Celsino Adelfio
Clodio Celsino Adelfio (latino: Clodius Celsinus Adelphius o Adelfius; fl. 333-351) è stato un politico romano del IV secolo.
La moglie era la poetessa cristiana Faltonia Betizia Proba, da cui ebbe due figli, Quinto Clodio Ermogeniano Olibrio (console nel 379) e Faltonio Probo Alypio.
Prima del 333 fu corrector, con sede a Benevento (di cui era patrono), di una provincia italiana (incerto se Campania oApulia et Calabria); nel 351 era proconsole in una provincia non nota, forse l'Africa, ed era già sposato con Proba. Dal 7 giugno al 18 dicembre 351 fu praefectus urbi sotto Magnenzio, venendo accusato da Dorus di cospirazione contro Magnenzio: probabilmente l'accusa era fondata, come suggerito dal fatto che Proba compose poi un poema epico in cui celebrava la vittoria dell'imperatore Costanzo II su Magnenzio.